# خوارزمية انتشار نظام مرجعي عكسي
تعد خوارزمية انتشار نظام مرجعي عكسي خوارزمية متدرجة للوقت تُستخدم في الديناميات الجزيئية.
وتتضمن حالة النظام بمرور الوقت ،
{\displaystyle {\displaystyle \Gamma (t)=e^{iLt}\Gamma (t=0)\,}}
حيث L هو مؤثر ليوفيل.